# Just Cause 3
Just Cause 3 — компьютерная игра в открытом мире в жанре Action-adventure, разработанная Avalanche Studios и выпущенная Square Enix на платформах Microsoft Windows, PlayStation 4 и Xbox One в 2015 году. Является сиквелом игры 2010 года Just Cause 2.

## Игровой процесс
Протагонистом игры является Рико Родригес. Место действия игры — вымышленный остров Средиземноморья Медичи. Персонажу противостоит диктатор Генерал Себастьяно Ди Равелло, стремящийся править миром. Размер игрового мира эквивалентен 1000 км². Мир состоит из пяти основных экосистем с уникальными ландшафтами и достопримечательностями. Для большей свободы перемещения персонажем были добавлены подземные пещеры.
В игре присутствуют приспособления из Just Cause 2 — цепляющий крюк и парашют. Добавлен вингсьют, который можно раскрывать в полёте. В игре присутствуют РПГ, ракетницы, боевые самолёты, суда, необычные машины. Машины могут быть кастомизированы и использованы как оружие. Внутриигровая валюта была исключена. Если игрок решит прокатиться на танке, искусственный интеллект врага адаптируется и изменяет вооружение так, чтобы было возможно поразить танк. Взрывчатку C4 больше не нужно покупать, её количество бесконечно. В игре можно соединять несколько объектов, в том числе людей, цепляющим крюком, парашют может быть использован для стрельбы с воздуха, можно перемещаться поверх движущегося транспорта, добавлена новая механика Destruction Frenzy (англ. «Буйство разрушений»), можно быстро телепортироваться между захваченными городами и базами.
Можно уничтожать внутриигровые объекты (в том числе мосты со статуями) множеством способов. Добавлена механика Rebel Drop (англ. «Сброс повстанцам»), позволяющая ставить игру на паузу для выбора снаряжения, оружия и транспорта через меню. Выбранные объекты появляются в игровом мире и могут быть использованы персонажем. По аналогии с Just Cause 2 есть модификация для игры в многопользовательском режиме

## Разработка
«Just Cause направлена на веселье. Это не сверхсерьёзный опыт. Это не эмоциональное путешествие. Что люди помнят о Just Cause 2, так это огромные взрывы, все вещи, которые они взрывали и веселились. Это не те моменты, где они начинали плакать.»
Разработка игры началась в 2012 году. Разработкой Just Cause 3 занялась дочерняя студия Avalanche Studios в Нью-Йорке, в штате которой состояло 75 сотрудников, тогда как главная студия в Швеции сфокусировалась на разработке Mad Max. Управление транспортом было улучшено при участии сотрудников из Criterion Games. Источником вдохновения асинхронного многопользовательского режима были игры Need for Speed и Forza Horizon 2, а механики «Destruction Frenzy» — игра Red Faction, а также от сообщества создателей модификаций к Just Cause 2.
При разработке игры, студия собирала фото Средиземноморья и отправляла команду к нескольким островам для получения лучшего информационного охвата местности. Сеттинг игры вдохновлён пейзажем Монако и югом Средиземноморья. Avalanche Studios обозначила эти местности как «неиспользованный ресурс», над которым пока не работали прочие разработчики. Чтобы отобразить мир диктаторства разработчики игры подобрали специфическую цветовую схему с преобладанием серого, жёлтого, красного цветов для ощущения «угнетения». Размер мира был сделан таким же, как и у Just Cause 2, но наполнен большим количеством объектов. Была улучшена разрушаемость окружения, так как по мнению компании, это улучшило кинематографичность и игровую механику, повышая свободу действий. Используя более передовые технологии, компания создала улучшенную механику разрушений на крупных масштабах.
В интервью CEO Avalanche Studios, Кристофер Сундберг, сообщил, что игра продолжит линию веселья и юмора Just Cause 2, и что тон игры не будет слишком серьёзным. Несмотря на это, история будет более серьёзной. Тон игры будет на «70 % чокнутым и на 30 % серьёзным». Игровая кампания откроет прошлое протагониста Рико Родригеса, для которого Средиземноморье является родиной. Его образ в игре будет более открытым, он будет носить повседневную одежду, как например джинсы, в противовес униформе прошлых частей. Его приспособления и снаряжение тоже будут более реалистичными. Арт-директор объяснил, что студия хочет небольшого штриха от Джеймса Бонда, без углубления в чудаковатости как «Три икса» с Вином Дизелем.
Игра была впервые представлена CEO Avalanche Studios 27 февраля 2013 года. В августе 2014 года представители компании заявили, что 2015 год для них «самый крупный с момента основания студии». Был слух, что игра будет иметь free-to-play структуру и микроплатежи. Разработчики опровергли это и сообщили, что игра будет платной и не будет содержать микроплатежей. Игра была официально анонсирована 11 ноября 2014 года. Первая демонстрация игрового процесса была представлена на конференции Square Enix E3 2015. 23 ноября 2015 года были объявлены системные требования игры. Just Cause 3 была выпущена во всём мире 1 декабря 2015 года на платформах Microsoft Windows, PlayStation 4 и Xbox One.

## Критика
| Сводный рейтинг       | Сводный рейтинг                           |
| Агрегатор             | Оценка                                    |
| --------------------- | ----------------------------------------- |
| GameRankings          | (PS4) 77,87 % (PC) 74,21 % (XONE) 73,88 % |
| Metacritic            | (PS4) 82/100 (XONE) 78/100 (PC) 75/100    |
| Иноязычные издания    |                                           |
| Издание               | Оценка                                    |
| Destructoid           | 8/10                                      |
| EGM                   | 9/10                                      |
| Game Informer         | 8/10                                      |
| GameSpot              | 8/10                                      |
| GamesRadar+           | [ 48 ]                                    |
| IGN                   | 8/10                                      |
| PC Gamer (US)         | 67/100                                    |
| VideoGamer            | 6/10                                      |
| Русскоязычные издания |                                           |
| Издание               | Оценка                                    |
| StopGame.ru           | проходняк                                 |
| «Игромания»           | 7/10                                      |

Западная пресса оценила игру достаточно высоко. Среди положительных моментов критики отметили широкие возможности по созданию хаоса и открытый мир, а среди отрицательных — ряд технических проблем и плохую оптимизацию.
Летом 2018 года, благодаря уязвимости в защите Steam Web API, стало известно, что точное количество пользователей сервиса Steam, которые играли в игру хотя бы один раз, составляет 2 345 094 человека.